# Emma Hewitt
Emma Louise Hewitt (Geelong, Australia, Australia, 28 de abril de 1988) es una cantautora australiana de música trance. Vive en Los Ángeles.[cita requerida]

## Biografía
Hewitt nació en Geelong, en el estado de Victoria (Australia). Fue la vocalista principal de la banda australiana de rock Missing Hours, con quien lanzó el álbum debut homónimo en octubre de 2008. La banda que formó con su hermano Antonio actualmente no está activa, ya que ambos viven ahora en Europa donde están trabajando como compositores de música electrónica.
Aunque Emma Hewitt tenía una formación musical en la música rock, ella lanzó su sencillo debut en 2007 en el género del house progresivo. Carry Me Away fue una colaboración con el DJ británico Chris Lake. El sencillo alcanzó el número 11 en las listas de sencillos españolas, así como el número 12 en Finlandia. El sencillo permaneció un total de 50 semanas en la Hot Dance charts Airplay de Billboard en los Estados Unidos y alcanzó el número 1 en diciembre de 2007.
Después del éxito de su primer sencillo, ha trabajado con artistas de trance como Cosmic Gate, Gareth Emery, Dash Berlin y Ronski Speed. El sencillo Waiting, que se publicó con Dash Berlin en 2009, ocupó el puesto número 25 en las listas de sencillos belgas. En el popular programa de radio A State of Trance de Armin van Buuren, el sencillo fue elegido por el público con 2.109 votos como la mejor canción del segundo semestre del año 2009. En los premios International Dance Music 2010, Waiting fue premiada como mejor HiNRG / Euro Track. Fue nominada dos veces en la categoría de Mejor canción trance con Waiting y Not Enough Time.

## Discografía
Como Missing Hours
- Missing Hours (2008)

Como Emma Hewitt
- Burn the Sky Down (2012)

Sencillos
- 2012: «Colours»
- 2012: «Miss You Paradise»
- 2012: «Still Remember You» (Stay Forever)
- 2012: «Foolish Boy»
- 2012: «Rewind»
- 2013: «Crucify»

Colaboraciones
- 2007: Chris Lake con Emma Hewitt – Carry Me Away (Hot Dance Airplay #1, Global Dance Tracks #28)
- 2009: Cosmic Gate con Emma Hewitt – Not Enough Time
- 2009: Serge Devant con Emma Hewitt – Take Me With You
- 2009: Dash Berlin con Emma Hewitt – Waiting
- 2009: Amurai con Emma Hewitt – Crucify Yourself
- 2010: Ronski Speed pres. Sun Decade con Emma Hewitt – Lasting Light
- 2010: Marcus Schössow y Reeves  con Emma Hewitt – Light
- 2010: Gareth Emery con Emma Hewitt – I Will Be the Same
- 2010: Lange con Emma Hewitt – Live Forever
- 2011: Dash Berlin con Emma Hewitt – Disarm Yourself
- 2011: Allure con Emma Hewitt – No Goodbyes
- 2011: Allure con Emma Hewitt – Stay Forever
- 2011: Micky Slim con Emma Hewitt – Tonigh
- 2011: Cosmic Gate con Emma Hewitt – Be Your Sound
- 2011: Armin Van Buuren con Emma Hewitt - Colours
- 2011: Cosmic Gate con Emma Hewitt – Calm Down
- 2012: Dash Berlin con Emma Hewitt – Like Spinning Plates
- 2013: Armin van Buuren con Emma Hewitt – Forever is Ours
- 2013: BT con Tritonal y Emma Hewitt - Calling Your Name
- 2014: Cosmic Gate con Emma Hewitt - Going Home
- 2015: 3LAU con Emma Hewitt - Alive Again
- 2015: Mark Sixma y Emma Hewitt – "Restless Hearts"
- 2016: Schiller y Emma Hewitt – "Looking Out For You", "Only Love"
- 2017: P.A.F.F y Emma Hewitt - "Give You Love"
- 2017: Andrew Rayel y Emma Hewitt - "My Reflection"
- 2020: BT & Emma Hewitt - "No warning lights"